# 富爾納斯縣 (內布拉斯加州)
富爾納斯縣（英語：Furnas County）是美國內布拉斯加州南部的一個縣，南鄰堪薩斯州。面積1,866平方公里。根據美國2000年人口普查，共有人口5,324人。縣治比佛城 （Beaver City）。
成立於1873年2月27日。縣名紀念報紙編輯、軍人、第三任州長、作家羅伯特·W·富爾納斯 （Robert Wilkinson Furnas）。